# マグヌス・スヴェンソン
マグヌス・スヴェンソン（Jan Tore Magnus Svensson、1969年3月10日 - ）は、スウェーデンの元サッカー選手。元スウェーデン代表。ポジションはミッドフィールダー。

## 来歴
1996年にスウェーデン代表デビュー。2002 FIFAワールドカップでは全4試合に出場した。2003年までに32試合に出場、2得点をあげた。

## 代表歴

### 出場大会
- スウェーデン代表
  - 2002 FIFAワールドカップ

### 試合数
- 国際Aマッチ 32試合 2得点（1996年-2003年）[1]

| スウェーデン代表 | 国際Aマッチ | 国際Aマッチ |
| 年               | 出場        | 得点        |
| ---------------- | ----------- | ----------- |
| 1996             | 2           | 0           |
| 1997             | 0           | 0           |
| 1998             | 1           | 0           |
| 1999             | 6           | 0           |
| 2000             | 6           | 0           |
| 2001             | 8           | 1           |
| 2002             | 8           | 1           |
| 2003             | 1           | 0           |
| 通算             | 32          | 2           |